# Julie Mollinger
Julie Mollinger est une joueuse de volley-ball  française née le 27 septembre 1990 à Paris. Elle mesure 1,80 m et joue réceptionneuse-attaquante. Elle joue libero lors de la saison 2009-2010 (USSPA Albi) ainsi qu’au début de la saison 2018-2019 (St Raphaël). 
Sélectionnée en équipe de France depuis 2010. Elle est capitaine de l'équipe de Vandœuvre Nancy de 2011 à 2017 puis à Saint Raphaël où elle remporte la Coupe de France (2019).

## Clubs
| Club                    | Pays   | De        | À         |
| ----------------------- | ------ | --------- | --------- |
| USSP Albi VB            | France | 2008-2009 | 2008-2009 |
| Vandœuvre-Nancy VB      | France | 2009-2010 | 2009-2010 |
| Évreux VB               | France | 2010-2011 | 2010-2011 |
| Vandœuvre-Nancy VB      | France | 2011-2012 | 2016-2017 |
| AS Saint-Raphaël        | France | 2017-2018 | 2018-2019 |
| VC Marcq-en-Baroeul     | France | 2019-2020 | 2020-2021 |
| Saint-Dié-des-Vosges VB | France | 2021-2022 | 2024-2025 |